# Museo della Scuola e dell'Educazione "Mauro Laeng"
Il Museo della Scuola e dell'Educazione "Mauro Laeng" (acronimo: MuSEd) rappresenta la più antica istituzione museale italiana dedicata alla storia della pedagogia, della scuola e dell’educazione. Sito a Roma in piazza della Repubblica 10, il museo afferisce al Dipartimento di Scienze della Formazione dell'Università degli Studi Roma Tre.

## Storia
Il MuSEd rappresenta l'ultima tappa della lunga storia dell'originario Museo d'Istruzione e di Educazione (MIE), che nel corso del tempo ha affrontato momenti di declino e abbandono alternati ad altri di rinascita, in corrispondenza dei quali è stato più volte e diversamente denominato.

### Museo d'Istruzione e di Educazione (1874-1891)
Il 15 novembre 1874 viene istituito per Regio Decreto (n. 2.215) il Museo d'Istruzione e di Educazione su proposta di Ruggiero Bonghi (ministro della Pubblica Istruzione) e Gaspare Finali (ministro dell'Agricoltura, Industria e Commercio). Il museo venne ospitato presso il liceo-ginnasio "Ennio Quirino Visconti" in piazza del Collegio Romano. Con il duplice obiettivo di promuovere l'interessamento dell'opinione pubblica per i problemi scolastici e di diffondere nel sistema scolastico italiano le metodologie e i contenuti per migliorarne l'ordinamento e la qualità, il MIE si dota di un'ampia gamma di servizi:
1. una pubblicazione periodica mensile (il "Giornale del Museo d'Istruzione e di Educazione");
2. le conferenze pedagogiche;
3. l'attività di consulenza scientifica rivolta ai Comuni (per quanto concerne la costruzione degli edifici scolastici e la scelta delle suppellettili) e agli editori scolastici;
4. il cosiddetto "gabinetto di lettura", che nel 1881 arriverà a possedere circa 12.000 opere italiane e straniere;
5. la biblioteca circolante (un servizio di prestito a distanza per i professori);
6. le visite museali".[3]

Durante il quindicennio di vita del MIE succedono come direttori del museo le seguenti personalità: Antonio Casetti (probabilmente il primo direttore, ma di fatto "un direttore fantasma"), Giuseppe Dalla Vedova (1875-1877), Antonio Labriola (1877-1891).
Al Museo vennero affiancati una Biblioteca circolante ed un periodico, Il Giornale del Museo.

### Museo Pedagogico (1906-1970)
Con la soppressione del MIE nel 1891 si assiste ad una dispersione del suo patrimonio: i beni librari saranno incorporati dalla Biblioteca del Ministero della Pubblica Istruzione e dalla Biblioteca Alessandrina; i materiali museali vengono "riposti" (di fatto abbandonati ad ammuffire e deteriorare) in alcuni locali dell'Università degli Studi di Roma "La Sapienza".
All'opera di Luigi Credaro, professore di Pedagogia e preside della Facoltà di Lettere e filosofia dell'Università degli Studi di Roma "La Sapienza", è legata la rinascita del museo con un diverso nome, Museo Pedagogico, in una nuova sede, ricavata dai locali dell'Università di Roma a Palazzo Giustiniani, e in parte con una diversa funzione, legata alla parallela istituzione del "Corso di perfezionamento per i licenziati delle scuole normali" (Scuola pedagogica). Come ben sintetizza la studiosa Francesca Borruso:
"Nel discorso inaugurale, Credaro sottolinea il legame fra questa iniziativa e l'esigenza di adeguare la formazione pedagogica dei maestri ai livelli più avanzati raggiunti in questo settore nella scena europea. In tal senso, sostiene Credaro, è assolutamente necessario che le università abbiano non una semplice cattedra di Pedagogia, ma un istituto pedagogico fornito di laboratorio, museo, biblioteca speciale e anche di una clinica, cioè di una scuola modello di tirocinio: scuole pedagogiche universitarie per i maestri, che progettino una formazione all'avanguardia per i tempi".
In questo clima di avanguardia bisogna inquadrare l'arruolamento di personalità di spicco quali Maria Montessori (Antropologia pedagogica) e Sante de Sanctis (Psicologia dell'anormale).
Nel 1923 la riforma Gentile porta alla chiusura delle Scuole pedagogiche e la "Scuola pedagogica" di Roma non fa eccezione: la biblioteca e il Museo Pedagogico (MP) vengono annessi alla Scuola di pedagogia dell'Istituto superiore di magistero fino al 1934 e trasferiti da Palazzo Giustiniani a Palazzo Carpegna. Durante il trasloco il patrimonio del museo subisce una nuova dispersione.
Nel 1936 Giuseppe Lombardo Radice, dopo aver fondato l'Istituto di Pedagogia della Facoltà di Magistero, si riappropria della biblioteca e di quanto riesce a recuperare del materiale disperso del MP e ne diviene direttore (1936-1938). Pur mantenendo la precedente denominazione, il Museo Pedagogico prende la nuova fisionomia di "archivio pedagogico".
Alla morte di Giuseppe Lombardo Radice è Luigi Volpicelli a ricoprire il ruolo di direttore, mantenuto formalmente fino al 1970.

### Museo Storico della Didattica (dal 1986)
Dopo 16 anni di chiusura il Museo rinasce grazie all'impegno di Mauro Laeng (1926–2004), ordinario di pedagogia nell'università di Roma dal 1975 al 1996 e presidente del Centro nazionale italiano di tecnologie educative (CNITE), che recupera nuovamente il materiale documentario variamente disperso e dà al museo una diversa direzione e un nuovo nome: Museo storico della didattica.
"Mauro Laeng dà vita a un museo non più pensato come modello esemplare di una didattica di Stato, bensì come luogo di documentazione storica della scuola e delle istituzioni educative a Roma e nel Lazio".
Dal 1996 il Museo Storico della Didattica afferisce alla Facoltà di Scienze della Formazione dell'Università degli Studi Roma Tre.
Nel 2005 il museo cambia nome in Museo storico della didattica "Mauro Laeng" e viene intitolato a Mauro Laeng, a testimonianza e riconoscimento dell'essenziale ruolo svolto da Laeng, in qualità di direttore del museo, nel processo di rifondazione dell'istituzione nel 1986.
Nel 2018 il Museo cambia nome in Museo della Scuola e dell'Educazione "Mauro Laeng".

## Patrimonio
Attualmente il MuSEd possiede un patrimonio archivistico, librario e oggettistico che si va incrementando di anno in anno.
- Fondo Argilli[14]
- Fondo Armando[15]
- Fondo Armanni[16]
- Fondo Bajocco-Cappelli[17]
- Fondo Bernardini[18]
- Fondo Bigiaretti[19]
- Fondo Chiarantini[20]
- Fondo CNITE[21]
- Fondo Detti[22]
- Fondo Ente Scuole per i Contadini[23]
- Fondo Felci[24]
- Fondo Forti[25]

- Fondo Gozzer-Cascioli[26]
- Fondo Istituto di Santa Maria in Aquiro[27]
- Fondo Lombardo Radice[28]
- Fondo Manacorda[29]
- Fondo Margheri-Parronchi[30]
- Fondo Marquardt[31]
- Fondo Poesio[32]
- Fondo Premio Luigi Malerba[33]
- Fondo Sebastiani[34]
- Fondo Socciarelli-Bernasconi[35]
- Fondo Talarico[36]
- Fondo Vergalli[37]

## Organi e staff

### Organi
- Direttore: Lorenzo Cantatore
- Vice-direttrice: Francesca Borruso
- Consiglio scientifico: Francesca Borruso, Lorenzo Cantatore, Susanna Barsotti, Giovanna Capitelli, Chiara Lepri, Fridanna Maricchiolo, Ornalla Martini, Chiara Meta, Elena Zizioli.

### Staff
- Francesca Gagliardo: Consulenza bibliografica e archivistica, visite guidate
- Gian Piero Maragoni: Biblioteca
- Stefania Petrera: Rapporti con le scuole
- Piera Storari: Biblioteca, comunicazione